# Оборона Владимира
Оборона Владимира — осада и взятие столицы Владимиро-Суздальского княжества города Владимира войсками под руководством чингизида Батыя и военачальника Субэдэя 3-8 февраля 1238 года. Эпизод Западного (кипчакского) похода монголов (1236—1242) и монгольского нашествия на Русь (1237—1240), в частности, монгольского похода на Северо-Восточную Русь (1237—1238).

## Начало нашествия
В 1235 году на курултае в Монголии было принято решение осуществить план Чингисхана (ум.1227) по захвату Европы, послав силы разных улусов на помощь Субудаю. Зимой 1237 года монголы разрушили Рязань и разорили Великое княжество Рязанское. Владимирский князь Юрий Всеволодович «послал сына своего Всеволода со всими людьми» на помощь рязанским князьям, но войско потерпело поражение у Коломны. Монголы вторглись во Владимиро-Суздальское княжество, 20 января взяли Москву, убили там воеводу Филиппа Нянку и взяли в плен младшего сына Юрия Владимира.
В. В. Каргалов писал, что наиболее вероятным было движение от Москвы к Владимиру по льду Клязьмы. Всего за несколько дней до подхода монголов к городу Юрий Всеволодович с небольшой дружиной отправился на реку Сить собирать войска, так что монголы уже в начале осады пытались убедить защитников в том, что они захватили и Юрия. На Сити Юрий ожидал полки своих братьев Ярослава (ряд историков полагает, что на Сити Юрий ждал новгородские войска) и Святослава.

## Взятие Владимира
3 февраля 1238 года, во вторник, монголы появились у стен Владимира. Город имел мощные укрепления — валы и стены «Нового города», стены «Печернего города», стены детинца внутри него, а также стены «Ветшаного города». Крепость имела общую площадь 145 га и входила в число крупнейших на Руси наряду с Киевом, Черниговом и Псковом, причём если у других городов такая площадь достигалась в основном за счёт острога (с частоколом между башнями), то у Владимира это была площадь крепости в полном смысле слова. Минусом было лишь то, что крепости строились рядом друг с другом, так что для доступа в любую точку города (даже внутрь детинца) извне достаточно было преодолеть всего лишь одну стену.
Во Владимире остались семья Юрия: жена и сыновья Всеволод и Мстислав, а также часть дружины во главе с воеводой Петром Ослядюковичем. Подойдя к городу, монголо-татарские воины показали стоявшим на стенах князьям и горожанам пленённого при разгроме Москвы Владимира Юрьевича и потребовали добровольной сдачи города. Услышав отказ, они убили Владимира и начали готовиться к осаде. Убийство Владимира произвело должный эффект на его старших братьев, однако воевода Пётр Ослядюкович удержал их от выхода из города на сражение с монголами.
В тот же день часть монгольского войска двинулась к Суздалю и взяла город штурмом. Население было частью убито, а частью уведено в плен, окрестные поселения и монастыри сожжены. Этот отряд вернулся в лагерь у Владимира. 7 февраля, в субботу, до поздней ночи, город был обнесен тыном, напротив стен были размещены камнемётные орудия. Тын нужен был для защиты камнемётных орудий от возможных вылазок осаждённых.
Рано утром 8 февраля, в воскресенье (в неделю мясопустную) монголы пошли на приступ одновременно у всех ворот «Нового города» (с севера на юг): Медных, Ирининых, Золотых и Волжских, и в середине дня вошли в город через крепостную стену по настилу у Золотых ворот у святого Спаса (ныне церковь Спаса Преображения). Уцелевшие отступили в Печерний (Мономахов) город.
Тогда сын Юрия Всеволод,с частью дружины вышел из города. По сообщениям южнорусского летописца, выйдя с "дарами многими", он надеялся на помилование Батыем, но был убит. После убийства Всеволода монголы взяли оставшиеся укрепления. В соборной церкви пресвятой Богородицы погибла великокняжеская семья. Владимир был последним городом Северо-Восточной Руси, который осаждали объединённые силы Батыя. К Юрию на Сить пришло известие о падении столицы и о том, что его сыновья погибли вне града. Обстоятельства гибели Мстислава неизвестны.

## РазорениеВладимиро-Суздальского княжества
После захвата Владимира монгольские отряды рассыпались в разных направлениях по Владимирской земле. Кроме столицы, в феврале были разорены 14 городов княжества, среди которых наиболее упорное сопротивление монголам оказали Переяславль-Залесский и Тверь (по 5 дней), находящиеся на прямом пути от Владимира к Новгороду. Новгородский Торжок монголы осадили уже 22 февраля, через две недели после взятия Владимира.
Из поволжских городов защитники ушли вместе со своими князьями Константиновичами на ситский сбор. 4 марта 1238 года корпус под руководством Бурундая внезапным нападением нанёс на р. Сити решающее поражение собранным Юрием Всеволодовичем войскам, когда основные силы монголов под руководством Субэдэя осаждали Тверь и Торжок.

### Список городов
Историки предприняли попытки перечислить 14 разорённых городов, упомянутых летописью. При этом Каргалов В. В., обращаясь к летописи, цитирует:

взяша городовъ 14, опрочь свободъ и погостовъ во один месяць февраль

и предположительно перечисляет эти города: Ростов, Ярославль, Городец, Галич-Мерьский, Переяславль-Залесский, Торжок, Юрьев, Дмитров, Волок-Ламский, Тверь, Кострома, Углич, Кашин, Кснятин. И отмечает также, что Татищев  В. Н. добавляет к этому списку Стародуб и Константинов, а Воскресенский список «Русского хронографа» — город Вологду.
Полная цитата из летописи звучит как:

а на Ростовской и Суздальской земли взяша городовъ 14, опрочь свободъ и погостовъ во один месяць февраль

Хрусталёв Д. Г., ссылаясь на Ростовский летописец 1239 года, приводит список городов: Ростов, Ярославль, Городец Радилов, Галич Мерский, Переяславль Залесский, Юрьев Польский, Дмитров, Волок Ламский, Тверь. И отмечает, что другие источники добавляют Кострому, Углич, Кашин, Стародуб и Кснятин, подразумевая того же Татищева В. Н.
В то же время Татищев В. Н. в своей «Истории Российской» приводит такой список: Владимир, Суздаль, Юрьев, Стародуб, Городец, Переяславль, Ростов, Ярославль, Кострома, Константинов, Тверь, Волоколамск и 2 неизвестно. Таким образом, три историка включают в список не только суздальские, но и новгородские города: Татищев В. Н.  и Хрусталёв Д. Г. — Волок Ламский, а Каргалов В. В. — также взятый не в феврале, а в марте Торжок. Москва пала в январе, поэтому все историки её не включают в список, а Владимир и Суздаль не включены современными историками в список, хотя пали в феврале и были суздальскими городами. Кроме того, Каргалов В. В. говорит о Константинове со ссылкой на Татищева В. Н. дополнительно к Кснятину, в то время как Татищев В. Н., в свою очередь, не упоминает Кснятин, а Хрусталёв Д. Г. упоминает Кснятин именно со ссылкой на Татищева В. Н., так что, вероятнее всего, речь идёт об одном и том же городе (ныне село Скнятино).
Об Угличе местный уездный учитель Ф.Х. Киссель в 1844 г. опубликовал «подробности сдачи» города монголам, основываясь на некоей «древней угличской летописи», что не может быть признано полноценным свидетельством, но упоминается Гумилёвым Л. Н. в качестве примера отношения к монголам. Также исследователи обратили внимание, что в Ростове, в отличие, например, от Ярославля, отсутствуют следы крупного пожара в период нашествия, что может быть также знаком добровольной сдачи, несмотря на то, что ростовский князь Василько Константинович попал на Сити в плен и был убит за отказ присягнуть Батыю. Также летопись содержит туманное противопоставление Ростова разорённому Суздалю в связи с этими событиями. Дж.Феннел обращает внимание, что перечисление суздальских городов может не иметь прямой связи с именно разорёнными городами. О дате падения многих городов можно судить только предположительно, опираясь на даты осады Торжка (20/22 февраля—5 марта) и дату прохождения корпуса Бурундая через Шернский лес (4 марта) неподалёку от Углича, Кашина и Кснятина. Также отмечается, что монголы какое-то время осаждали Тверь и Торжок одновременно и взяли его после подхода войск, взявших Тверь, что оставляет открытым вопрос о дате падения Твери.